# 国立病院機構鳥取医療センター
鳥取医療センター（とっとりいりょうセンター）は、独立行政法人国立病院機構が運営する医療施設。旧国立西鳥取病院と旧国立鳥取病院を統合した。
鳥取県鳥取市に位置し、精神疾患、神経・筋疾患、呼吸器疾患、重症心身障害の専門的な医療機関を担う病院である。2024年6月時点、鳥取県選挙管理委員会より、不在者投票のできる施設の一つとして指定されている。

## 歴史
- 2005年（平成17年）7月1日 - 独立行政法人国立病院機構西鳥取病院と独立行政法人国立病院機構鳥取病院を統合し、旧西鳥取病院の地に独立行政法人国立病院機構鳥取医療センターを設置。

## 診療科
（この節の出典）
- 内科
- 精神科
- 脳神経内科
- 呼吸器内科
- 小児科（神経小児科、一般小児科）[3]
- 外科
- 整形外科
- リハビリテーション科
- 放射線科
- 歯科
- 専門外来[4]
  - 睡眠外来
  - 嚥下障害
  - パーキンソン病
  - 小児発達外来
  - 高次脳機能障害
  - 失語症
  - てんかん外来

## 指定・認定
（下表の出典）
| 保険医療機関                                                               |
| 労災保険指定医療機関                                                       |
| 精神通院医療指定自立支援医療機関                                           |
| 身体障害者福祉法指定医の配置されている医療機関                             |
| 精神保健及び精神障害者福祉に関する法律に基づく指定病院又は応急入院指定病院 |
| 精神保健指定医の配置されている医療機関                                     |
| 生活保護法指定医療機関                                                     |
| 結核指定医療機関                                                           |
| 指定小児慢性特定疾病医療機関                                               |
| 戦傷病者特別援護法指定医療機関                                             |
| 原子爆弾被害者一般疾病医療取扱医療機関                                     |
| 感染症指定医療機関（特定・第一種・第二種）                                 |
| 臨床研修病院                                                               |
| 特定疾患治療研究事業委託医療機関                                           |

- このほか、各種法令による指定・認定病院であるとともに、各学会の認定施設でもある。

## 交通アクセス
- JR山陰本線「鳥取大学前駅」よりタクシーで約5分[6]。
- 鳥取空港よりタクシーで約5分[6]。
- 鳥取駅より、日ノ丸バス（路線番号：41・41H・41Z・44・45・45H・46・46H・47・47H・59）に乗車、「鳥取医療センター入口」下車（一部の便（路線番号：41H・45H・46H・47H）は「鳥取医療センター」へ乗り入れ）[6]。

## 周辺
- 鳥取県警察学校[6]
- 国道9号[6]
- 鳥取空港[6]